# القطاع البنكي في تونس
يوجد في تونس 23 بنكا تجاريا مقيما و8 غير مقيمة إضافة لبنكي أعمال.

## تاريخ القطاع
ترجع بدايات القطاع البنكي في تونس إلى نهاية القرن التاسع عشر حيث أسست عدة مصارف مثل البنك الفرنسي التونسي (1879) والبنك التونسي (1884) في خضم هيمنة الرأسمال الفرنسي في إطار الكومسيون المالي ثم في إطار الحماية. وقد سخر القطاع آنذاك أساسا لصالح المعمّرين ولتطوير الأنشطة المرتبطة بالشركات الفرنسية، ولم يظهر أول بنك ذى رأسمال تونسي إلا عام 1922 عندما أسس عدد من التجار شركة قرض تعاونية. بعد الاستقلال، أنشئ البنك المركزي التونسي للإشراف على القطاع ، وأصدر الدينار ليكون العملة الوطنية. كما أنشئت الحكومة الشركة التونسية للبنك (1957) والبنك القومي التونسي (1959) بهدف تونسة القطاع فيما بقيت بعض فروع البنوك الأجنبية نشطة في البلاد. في الستينات عرف القطاع أزمة بعد فشل تجربة التعاضد، وفي السبعينات شهد القطاع تطورا ملحوظا بعد توخي الحكومة سياسات ليبرالية، وقد أسس في تلك الفترة بنك تونس العربي الدولي الذي أصبح لاحقا أكبر البنوك الخاصة. في الثمانينات، ومع الطفرة النفطية الثانية، أسست عدة بنوك ذى رؤوس مال عربية مثل البنك التونسي الكويتي والبنك العربي لتونس والشركة التونسية السعودية للاستثمار الإنمائي وبنك تونس والإمارات. في بداية التسعينات أدرجت عدة بنوك في البورصة التونسية، وفي 1999 شهد القطاع أول اندماج هام باستحواذ الشركة التونسية للبنك على بنك التنمية بالبلاد التونسية والبنك الوطني للتنمية السياحية. وفي عام 2009 شهد القطاع إنشاء مصرف الزيتونة كأول بنك إسلامي تونسي، تبعه بنك البركة وبنك الوفاق.

## قائمة البنوك العاملة في تونس

### البنوك المقيمة
1. الاتحاد البنكي للتجارة والصناعة
2. الاتحاد الدولي للبنوك
3. بنك الأمان
4. بنك الإسكان
5. البنك التونسي
6. بنك تمويل المؤسسات الصغرى والمتوسطة
7. البنك التونسي القطري
8. البنك التونسي الكويتي
9. البنك التونسي الليبي
10. البنك التونسي للتضامن
11. بنك تونس العربي الدولي
12. بنك تونس والإمارات
13. البنك العربي لتونس
14. البنك الفرنسي التونسي
15. البنك الوطني الفلاحي
16. التجاري بنك
17. الشركة التونسية للبنك
18. مصرف الزيتونة
19. سيتي بنك
20. المؤسسة العربية المصرفية
21. الشركة التونسية السعودية للاستثمار الإنمائي
22. بنك البركة
23. بنك الوفاق

### البنوك غير المقيمة
1. سيتي بنك (فرع غير مقيم)
2. الاتحاد التونسي للبنوك
3. لون أند أنفستمنت كربوريشن
4. بنك تونس العالمي
5. بيت التمويل التونسي السعودي
6. مصرف شمال أفريقيا الدولي
7. المؤسسة العربية المصرفية (فرع غير مقيم)
8. بنك اليوباف الدولي

### بنوك أعمال
1. بنك الأعمال المغاربي
2. بنك تونس للأعمال